# Genisphindus laevicollis
Genisphindus laevicollis är en skalbaggsart som först beskrevs av Sen Gupta och Roy Crowson 1979.  Genisphindus laevicollis ingår i släktet Genisphindus och familjen slemsvampbaggar. Inga underarter finns listade i Catalogue of Life.